# Fuschlsee
Der Fuschlsee ist ein See im salzburgischen Teil des Salzkammergutes. Er liegt auf 663 m ü. A. Am Ostufer befindet sich das Ortszentrum der Gemeinde Fuschl am See. Der Ablauf des Fuschlsees ist die Fuschler Ache (später Griesler Ache), die in den Mondsee und über Attersee, Ager und Traun in die Donau entwässert. Der See ist im Besitz der Österreichischen Bundesforste.

## Name
In den schriftlichen Texten des 8. Jahrhunderts wird der See Lacusculus, ad lacum … Labusculo oder Lacus genannt. 1141/1144 heißt er Fusculse. Lacusculus ist die Verkleinerungsform zu lateinisch lacus für 'See'. Die anlautende Silbe wurde möglicherweise als Artikel missinterpretiert und daher gekürzt.

## Geographie
Am See liegen die Ortschaften Fuschl am See, die Gemeinde Hof bei Salzburg mit dem Schloss Fuschl und dem Ortsteil Hallbach sowie die Gemeinde Thalgau mit dem Ortsteil Egg-Hundsmarkt.

## Limnologie
Der See hat ausgezeichnete Wasserqualität und eine außergewöhnlich gut in ihrem natürlichen Zustand erhaltene Unterwasservegetation. 

## Naturschutz
An seinem Nordwestende liegt das Fuschlseemoor (Naturschutzgebiet).

## Öffentliche Verkehrsanbindung
Der Fuschlsee ist mit der Autobuslinie 150, die Salzburg (Stadt) mit Bad Ischl verbindet, täglich tagsüber alle 30 Minuten zu erreichen.

## Galerie

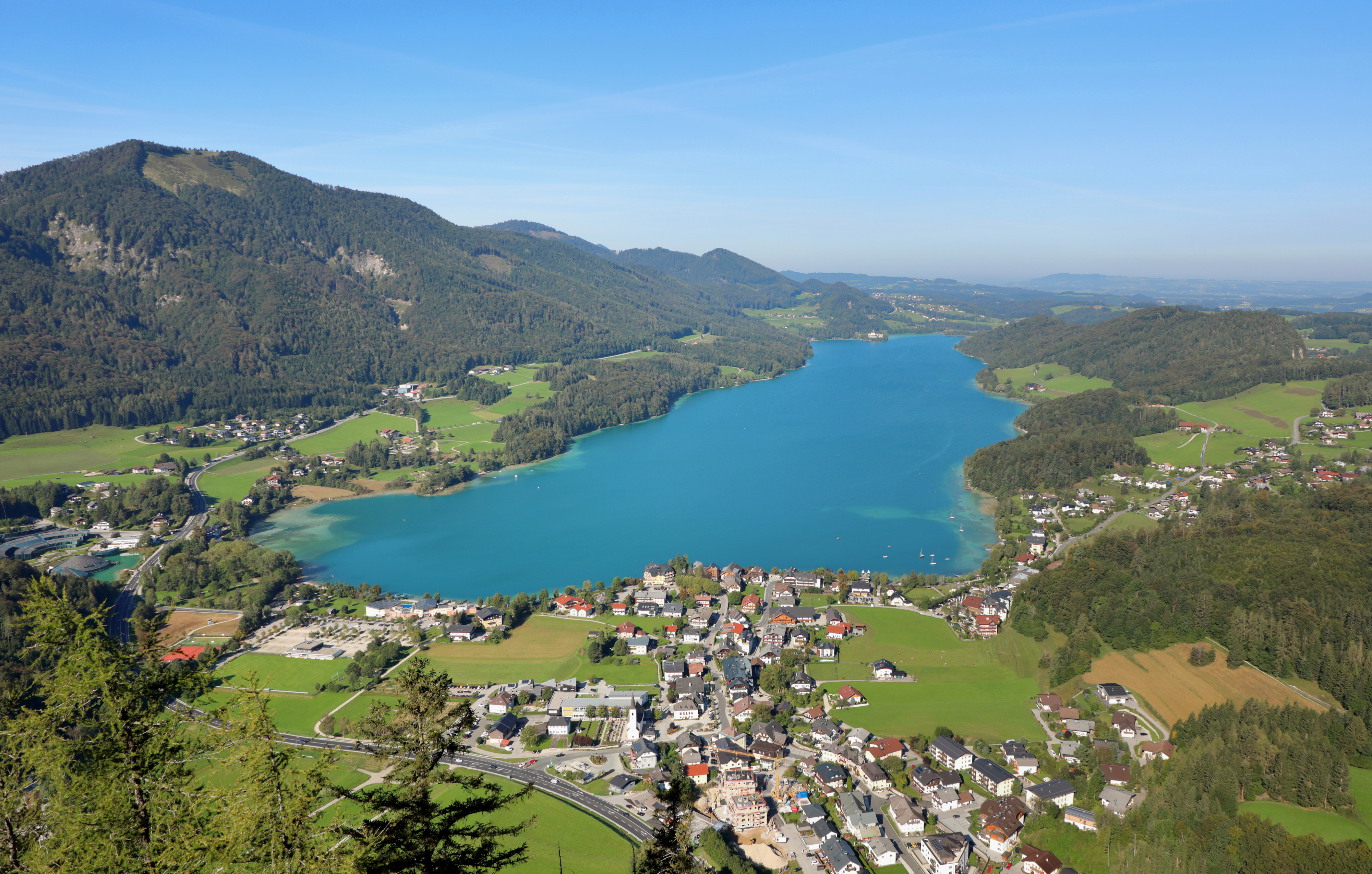
Blick vom Ellmaustein auf den Fuschlsee
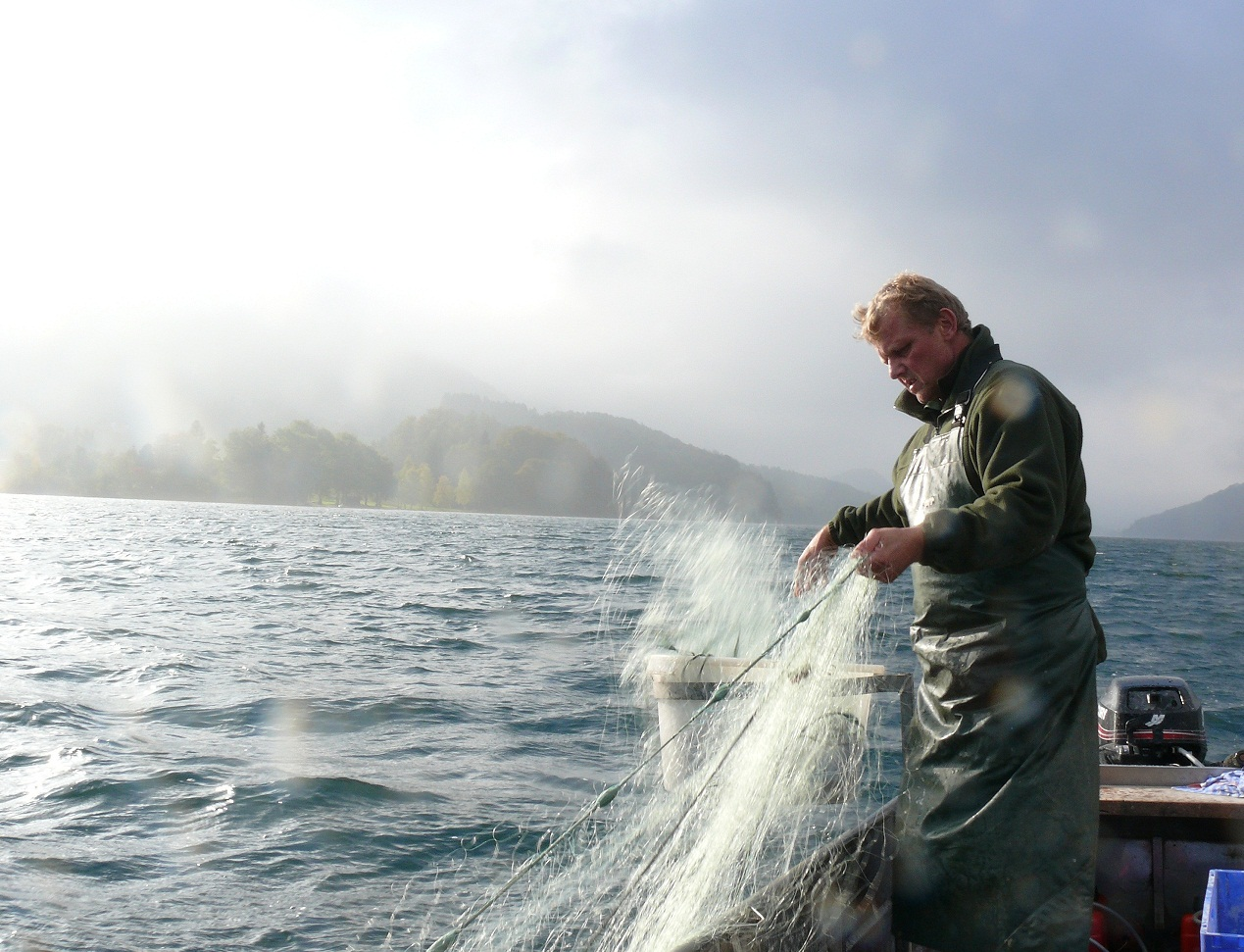
Fischer vom Schloss Fuschl